# Il ritorno di Mary Poppins
Il ritorno di Mary Poppins (Mary Poppins Returns) è un film del 2018 diretto da Rob Marshall.
Il film è il sequel di Mary Poppins (1964), ed è liberamente ispirato alla serie di romanzi di Pamela Lyndon Travers.

## Trama
(Mary Poppins)
Londra, 1935. Michael Banks è ormai un uomo adulto con una famiglia tutta sua e ha accettato un impiego temporaneo presso la banca in cui lavorarono suo padre e suo nonno. Dopo la morte di sua moglie Kate, Michael vive con i suoi tre figli, i gemelli Annabel e John e il piccolo Georgie nella sua casa paterna, al numero 17 di Viale dei Ciliegi.
Sono gli anni della Grande depressione: il denaro comincia a scarseggiare e la famiglia deve arrangiarsi con i pochi mezzi a disposizione. Nonostante gli sforzi della loro inefficiente ma volenterosa domestica Ellen, la casa è ormai malmessa e in un costante stato di caos. Jane, la sorella di Michael, tenta di aiutare il fratello quanto può, ma avendo ereditato dalla madre l'entusiasmo per l’attivismo e combattendo per i diritti dei lavoratori, tale compito la tiene sempre occupata. Con la dura realtà del periodo e il peso del recente lutto che gravano sulla famiglia, i bambini sono costretti a doversi assumere delle responsabilità da adulti e di conseguenza stanno crescendo troppo rapidamente. A causa di questa situazione, la gioia e il fanciullesco senso della meraviglia sono assenti dalle loro vite. Mentre il rapporto del padre con i suoi figli continua a peggiorare, il signor Wilkins, il direttore della banca, avvia le procedure per il pignoramento della casa dei Banks, mandando ancora più in crisi l'ormai stremato Michael.
Fortunatamente il vento inizia a cambiare e, aggrappata al vecchio aquilone di Michael, Mary Poppins torna nelle loro vite, senza essere invecchiata di un giorno. Nonostante Michael e Jane ormai credano che le loro vecchie scorribande in gioventù siano state frutto della loro immaginazione, Mary riassume il suo vecchio impiego di tata e accompagna i piccoli Banks in una serie di bizzarre avventure insieme al suo amico di vecchia data Jack, un lampionaio affascinante e ottimista. Si trovano così a compiere viaggi ed avventure magiche e incredibili, a partire da un'escursione in fondo al mare attraverso la loro vasca da bagno, in cui Mary Poppins infila vascelli ed ombrelloni, tirati fuori dalla sua borsa di tappeto e dal lavandino, dove intoneranno la canzone Che stupendosa idea!.
Quando ritornano a casa, i bambini litigano, e rompono involontariamente il prezioso vaso di porcellana della defunta madre. Così la tata, Jack e i bambini si catapultano in un mondo immaginario, dentro le decorazioni del vaso. Qui assisteranno ad uno spettacolo di animali parlanti, con cui Mary e Jack canteranno la canzone L'Abito non fa il monaco. Mentre assistono allo spettacolo, i bambini vedono delle ombre strane, che appartengono ad un lupo cattivo e ai suoi scagnozzi, che vogliono rubare tutti i loro beni e rapiscono i fratelli, ma vengono fermati e tornano al mondo reale. La mattina seguente, Mary Poppins accompagna Jack e i bambini da sua cugina, Tatiana Antanasia Cositori Topotrepolovsky, conosciuta come "Topsy", un'eccentrica antiquaria in grado di riparare qualsiasi cosa, ma che ogni secondo mercoledì del mese soffre del totale capovolgimento del suo mondo, e non riesce a non fare l'opposto di ciò che vorrebbe realmente fare. Mary Poppins le farà capire che, se si cambia il proprio punto di vista, ogni cosa ha un lato positivo.
Nel corso di queste avventure i bambini scopriranno l'importanza di pensare al di fuori degli schemi, e capiranno che la loro mamma continua a vivere nei loro ricordi e in quello che sono diventati. Ben presto, anche Michael si rende conto che l'amore dei propri figli è il tesoro più prezioso del mondo e comincia finalmente a reagire a tutte le tristezze che fino a quel punto lo hanno afflitto.
L'ultimo giorno utile per opporsi al pignoramento sta per scadere, e i Banks si apprestano a lasciare con serenità la loro casa, tuttavia, proprio all'ultimo momento, Michael scopre che i suoi figli hanno utilizzato il contratto azionistico di suo padre per rattoppare il suo vecchio aquilone. Inizia così una corsa contro il tempo: Michael e Jane corrono da Wilkins per portargli il contratto, mentre Jack e i suoi amici lampionai tentano di riportare indietro le lancette del Big Ben per concedere loro cinque minuti di tempo in più. Tutto questo riesce solo grazie all'intervento diretto di Mary, che vola col suo magico ombrello fino al quadrante dell'orologio e riporta indietro il tempo. Wilkins tenta di opporsi ulteriormente, ma in quella occasione interviene suo zio, Mr. Dawes Jr., che lo rimprovera per il modo subdolo e crudele con cui ha gestito la banca e così lo licenzia, prima di restituire ai Banks la loro abitazione, spiegando che le azioni di George Banks, avviate con i due penny che Michael gli donò quand'era piccolo, sono cresciute a tal punto da estinguere totalmente i debiti del giovane nei confronti della banca.
Poco tempo dopo la famiglia Banks, ormai riunita e felice, va a fare una passeggiata nel parco: qui incontrano una misteriosa venditrice di palloncini magici, che ne offre uno a Michael. L'uomo, che ha riacquistato la gioia di vivere che aveva da bambino, dopo aver preso il suo palloncino si libra in aria, seguito da Jane, dai suoi figli e da tutti i loro amici. Michael e Jane comprendono dunque che anche le avventure vissute in passato in compagnia di Mary Poppins erano in realtà vere; quando i Banks tornano a casa tuttavia, una folata di vento spalanca la porta e i due comprendono che è arrivato il momento per la magica tata di andarsene.
Mary Poppins apre dunque il suo ombrello e, portata in alto dal vento, si appresta a tornare nella sua casa tra le nuvole, non prima di aver rivolto un sorriso pieno di mesta allegria ai suoi amici.

## Produzione

### Genesi del progetto

#### Anni 1964-1988: primi tentativi

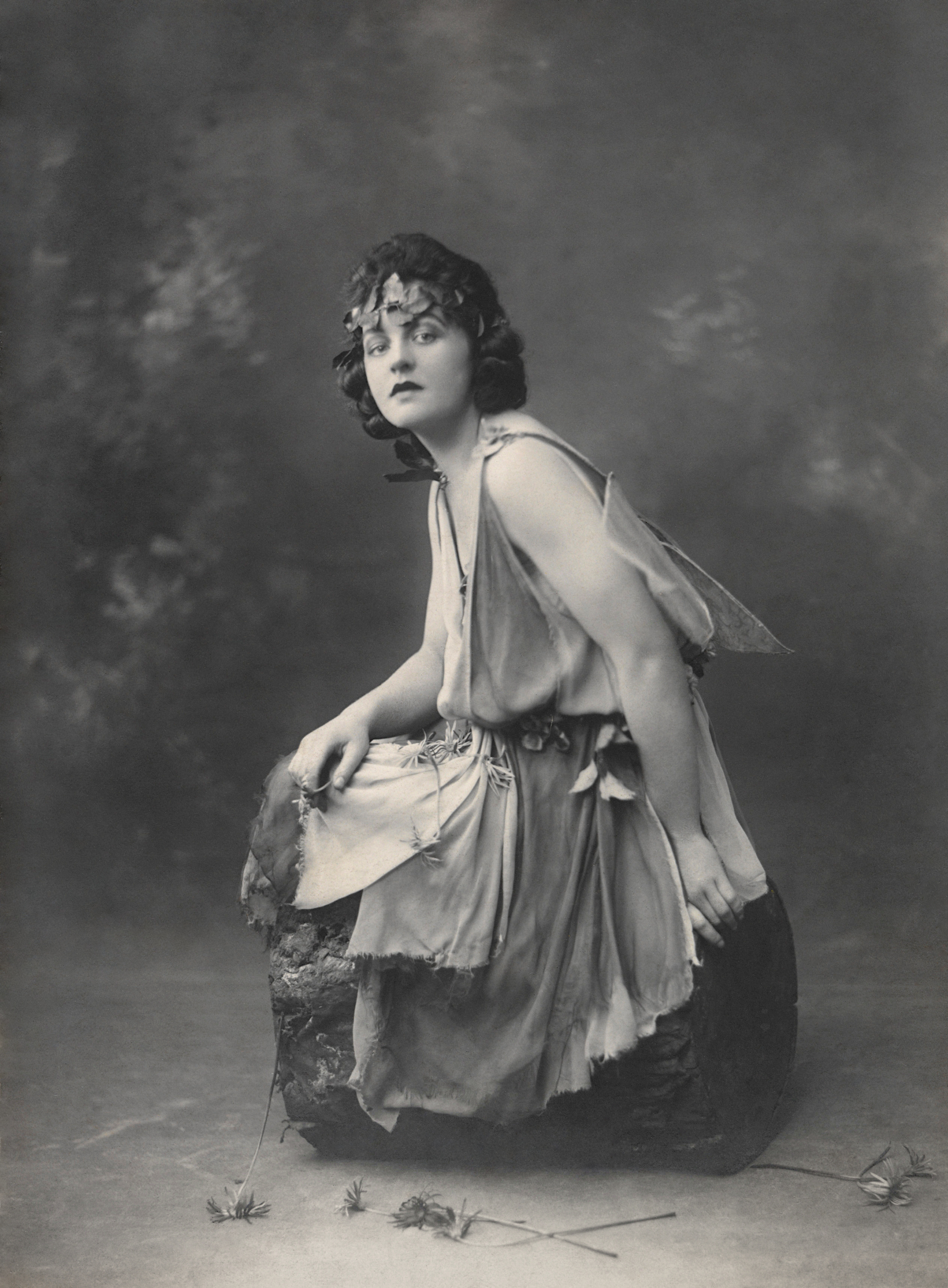
Pamela Travers, la scrittrice della serie di libri di Mary Poppins

L'idea di produrre un sequel per Mary Poppins è stata pensata fin dalla sua uscita, nel 1964. Walt Disney provò a produrre un seguito l'anno successivo, ma l'autrice dei romanzi d'ispirazione, Pamela Travers, rifiutò l'idea di fare un secondo capitolo, dato che la storia del primo l'aveva turbata, in quanto diversa dai suoi romanzi.
Alla fine degli anni ottanta, Jeffrey Katzbenberg e Martin Kaplan, quest'ultimo vice presidente delle produzioni in live action della Walt Disney Studios, proposero alla Travers la produzione di un sequel ambientato anni dopo la fine del primo film, con i bambini Banks adulti e Julie Andrews di nuovo nel ruolo di una Mary Poppins più anziana. La scrittrice rifiutò di nuovo l'offerta, accettando però l'idea di un seguito, sempre con la Andrews, ambientato un anno dopo gli eventi del primo film. Anche quest'idea, comunque, venne abbandonata a causa dell'inaccostabile comportamento della Travers, che pose le proprie condizioni, come la totale assenza del colore rosso dai vestiti di Mary Poppins.
Il tentativo della Travers di ottenere un seguito alle sue condizioni non venne però scoraggiato, perché, sempre negli anni ottanta, lei e un suo amico conosciuto negli anni settanta, Brian Sibley, scrissero un copione per un film intitolato Mary Poppins ritorna, basato sulle parti del primo libro non usate nel film del 1964. In seguito, Sibley scrisse una lettera a Roy E. Disney che conteneva la loro idea. Secondo Brian, la Travers scrisse molteplici note sul loro copione, e sebbene non gliene piacessero alcune, la maggior parte la convincevano, come quella di rimpiazzare Bert con il personaggio di suo fratello, un gelataio in un parco della Londra edoardiana, che sarebbe servito sia come amico di Mary che come suo potenziale ammiratore. 
Quattro mesi dopo, comunque, emersero dei problemi riguardanti il casting, come il temporaneo ritiro dalle scene della Andrews, che non era interessata a riprendere il suo ruolo, e le molte difficoltà a trovare un attore che interpretasse il fratello di Bert, sebbene un collaboratore suggerì che il cantante Michael Jackson sarebbe stato perfetto per il ruolo. Così il progetto del seguito venne accantonato, sia per i problemi riguardanti il cast, sia per il fatto che la compagnia aveva cambiato il produttore esecutivo.

#### Anni 2004-2015: altri tentativi
Nel DVD in edizione speciale del 2004, che celebra il 40º anniversario del film originale, uno dei contenuti speciali parlava di un ipotetico sequel, dicendo che "Un giorno il vento potrebbe cambiare di nuovo..."
Nel 2010 Yann Chollet, un giornalista di origini francesi nato a Saint-Malo, ebbe l'idea di realizzare un musical basato sul secondo libro di Pamela Lindon Travers. Dopo aver chiesto a Hachette France, editore del libro, il permesso di adattare liberamente Mary Poppins ritorna, ha poi girato con attori dilettanti, un regista, Brigitte Chollet, ingegneri del suono, scenografi, musicisti professionisti per la colonna sonora, un mago professionista, e le musiche di Christophe Di Barbora, che ha scritto i testi delle dodici canzoni. In parallelo il testo del libro è stato totalmente rivisitato e migliorato per il musical. Circa 1200 persone sono venute alla Solenval Spectacle Hall di Plancoët per ammirare gli attori, che hanno ricevuto il plauso della gente.
Dopo poco, però l'avventura di Chollet ha fine, quando gli avvocati della Disney e Cameron Mackintosh, avendo sentito parlare dello spettacolo, non hanno voluto concedere l'ottenimento di ulteriori diritti per lo sviluppo del progetto. Nonostante le richieste di interviste con Cameron Mackintosh per discutere del progetto, egli non voleva incontrare Yann Chollet, facendo fallire anche questo tentativo di un secondo adattamento cinematografico.

Nel 2013, la Walt Disney Pictures distribuisce un film biografico dal titolo Saving Mr. Banks, diretto da John Lee Hancock e con Emma Thompson e Tom Hanks, che interpretano rispettivamente l'autrice australiana Pamela Travers e Walt Disney. Il film racconta il backstage di Mary Poppins ma soprattutto l'incredibile battaglia tra i due artisti, il primo a non voler rinunciare ai diritti delle sue opere e il secondo a desiderare di possederli. Il film è ben accolto dalla critica e dà agli Studios il desiderio di dare un seguito al film originale, riaccendendo ancora una volta l'entusiasmo del pubblico.

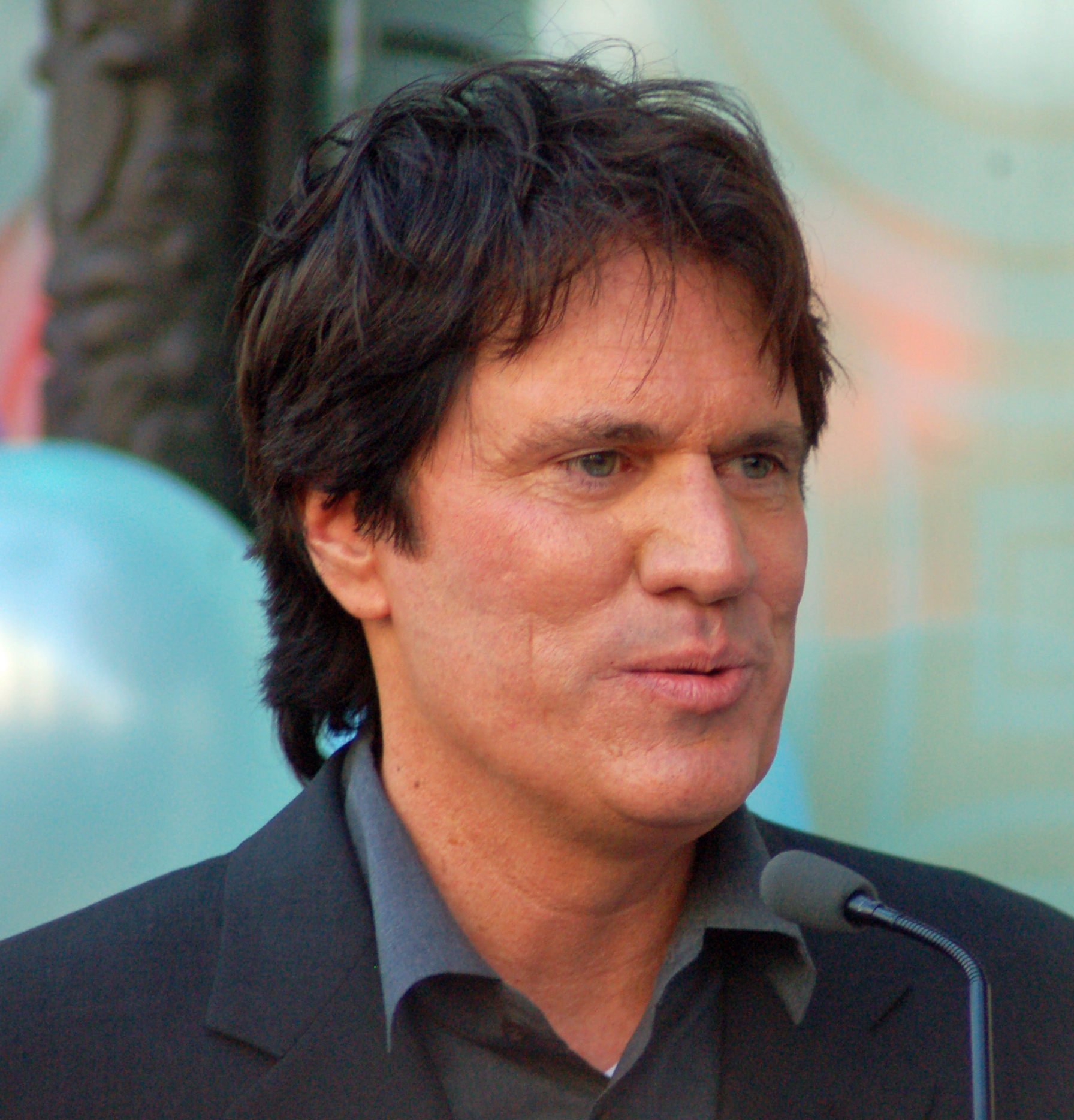
Rob Marshall, regista del film

Un anno dopo, viene pubblicato sui social network un poster che mostra Cate Blanchett nei panni di Mary Poppins con la menzione "un film di" Tim Burton. Il poster ha riacceso l'entusiasmo del pubblico ancora una volta, ma alcuni mesi dopo, il poster si rivela fasullo, lasciando ai fan del film una sorta di gusto amaro.
Per superare questa bufala, gli studi Disney annunciano la creazione dell'adattamento teatrale di Mary Poppins, che si terrà a Broadway. Il libro e la messa in scena sono curati da Julian Fellowes, creatore della serie di Downton Abbey.
Il 14 settembre 2015, il presidente della Walt Disney Pictures, Sean Bailey, ha deciso di affidare il progetto del sequel a Rob Marshall, John DeLuca e Marc Platt, che avevano già prodotto per la compagnia il film Into the Woods l'anno precedente. Con l'approvazione degli eredi della Travers, la Disney ha confermato la produzione del film, ambientato nel 1935, 29 anni dopo il primo e con una narrazione indipendente, basata sui restanti 7 libri della serie. Insieme a Marshall, DeLuca e Platt, venne assunto anche David Magee, incaricato di scrivere il nuovo copione.

### Casting
Il 18 febbraio 2016 Emily Blunt venne scelta per il ruolo principale, e il 24 venne confermato Lin-Manuel Miranda nel ruolo del lampionaio Jack. Entrambi vengono confermati nel mese di aprile 2016.
Nei mesi di luglio e agosto 2016, Meryl Streep e Ben Whishaw vennero ingaggiati rispettivamente nei ruoli della cugina di Mary, Topsy, e Michael Banks. Due mesi dopo vengono confermati anche Emily Mortimer nel ruolo di Jane Banks e Colin Firth come il nuovo direttore della banca di Londra.
Nel febbraio 2017, Angela Lansbury si aggiunse al cast, nel ruolo della signora dei palloncini.
Julie Andrews, che aveva interpretato la protagonista nel film originale, ha rifiutato un cameo nel nuovo film, perché voleva che fosse "lo spettacolo di Emily".
Nel frattempo, Dick Van Dyke, che nel primo film interpretò Bert e il sig. Dawes, torna interpretando il vecchio direttore della banca, il sig. Dawes Jr. Come per il primo film, nella sigla finale il nome di Van Dyke viene presentato sotto forma di un'anagramma: Navckid Keyd, che poi si trasforma in Dick Van Dyke. Karen Dotrice, interprete originale di Jane Banks, ritorna in un cameo, interpretando una signora che chiede informazioni a Jane e Jack sul numero 19 del Viale dei Ciliegi.

### Scrittura
Come per Mary Poppins, il team artistico creò una "narrazione collaborativa" come quella di Walt Disney, Don DaGradi, Bill Walsh e i fratelli Richard e Robert Sherman fecero nel 1962. "Scrissi il copione dopo mesi passati con il regista, il compositore, lo scenografo e i testi delle canzoni", dice David Magee. "Eravamo noi cinque in una stanza a parlare di idee, così la storia si è evoluta attorno a un gruppo. È un modo veramente divertente di lavorare, e man mano che proponevamo idee, avevo già una forte idea di come la storia avrebbe preso forma." Marshall aggiunge:
Aggiunge anche che questa è "un'importante lezione per gli adulti, visto che in climi particolari è difficile vivere in posti ottimistici e gioiosi invece che essere circondati dall'ansia."

### Costumi
I costumi del film sono stati curati da Sandy Powell, costumista tre volte premio Oscar. La Powell ha accettato l'incarico ancora prima di leggere il copione, essendo il film importante per lei, e dice: "Dovevano esserci elementi del personaggio originale, ed è stato sorprendentemente facile da fare."
 Riguardo al ricreare dei costumi di personaggi già ben noti al mondo, la Powell aggiunge: "La gente continua a chiedermi: "Eri spaventata? Era scoraggiante?" E suppongo di non averlo pensato in quel momento, ma ripensandoci, sì, sì, lo era."

"L'abilità di Sandy di ricreare un personaggio con colore, texture e silhouette è straordinaria", dice Marc Platt.

"La parte più scoraggiante era davvero quella di dover creare una nuova versione di Mary Poppins. Non una versione differente, ma una nuova versione dello stesso personaggio. La Mary Poppins originale - tutti si ricordano come era vestita. Io di sicuro mi ricordo come era; è stato il primo film che avessi mai visto, ed è una di quelle immagini che ti si fissano nella mente."
Quando ho incontrato Emily per la prima volta, ho provato un sacco di vestiti diversi degli anni trenta per arrivare a una silhouette e una combinazione di colori che funzionasse ... Per Jack, i lampionai sono persone che lavorano. Non avrebbero avuto abiti da lavoro particolari, questi ragazzi indossavano solo i loro abiti più vecchi. Quindi gli uomini che lavoravano agli anni 30 indossavano solo abiti vecchi.
Nella scena in cui Mary Poppins, Jack e i bambini Banks entrano nel vaso Royal Doulton, la progettazione dei loro costumi ha richiesto molti dettagli. La Powell voleva che i costumi sembrassero disegnati in 2D, ma in 3D. Così hanno sperimentato in molti modi diversi per vedere cosa avrebbe potuto manipolare la pittura per sembrare acquerello su carta. Poi, abili pittori hanno dipinto a mano ogni pezzo prima di mettere insieme il costume.

### Riprese

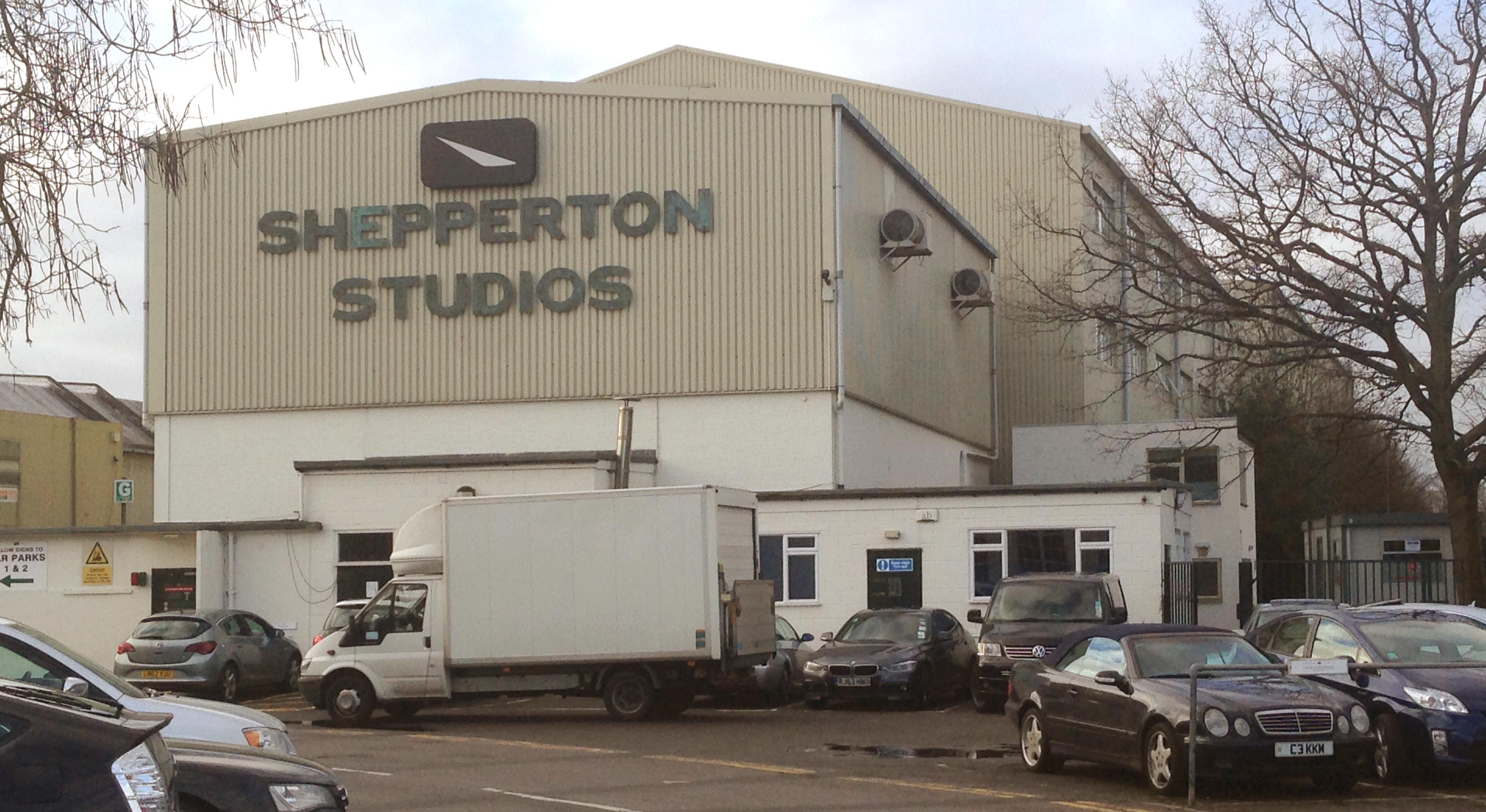
Gli Shepperton Studios, dove è stato girato il film

Il film è stato girato dal 10 febbraio a luglio 2017, negli Shepperton Studios, in Inghilterra.
Il budget del film è stato di 130 milioni di dollari.
Sono stati utilizzati otto teatri di posa in cui sono stati costruiti i vari set per il film. Le scene che hanno richiesto speciali schermi verdi e blu per gli effetti speciali vennero girate negli studi appositi, con alcuni oggetti realmente presenti, con cui gli attori dovevano interagire, che poi vengono rimpiazzati con l'animazione durante la post-produzione. Al contrario del primo film, in cui tutte le scene vennero girate all'interno degli studios, alcune riprese si sono svolte anche in ambientazioni reali, come l'esterno della banca d'Inghilterra e di Buckingham Palace.
La costruzione del negozio di Topsy, l'ambientazione più complessa del film, è durata 7 mesi. Lo scenografo Gordon Sim e il suo team hanno perlustrato negozi d'antiquariato e mercatini delle pulci in Inghilterra per trovare oggetti da inserire nell'arredamento, fino a raccoglierne un totale di 538, insieme ad altri oggetti portati dal team o acquisiti. Tutti questi elementi sono stati quindi imbullonati e fissati al soffitto di una stanza dall'arredamento rovesciato, che è stato poi restituito. Ci sono volute 26 settimane per creare lo scenario del parco abbandonato che ospita il numero musicale più lungo del film e 18 settimane per il Viale dei Ciliegi..

## Colonna sonora
Il compositore, Marc Shaiman e il paroliere, Scott Wittman, hanno iniziato a lavorare sulla colonna sonora e le canzoni nel 2016, scrivendo nove canzoni originali per il film.
La partitura include riferimenti musicali alle canzoni e partiture del primo film, scritte dai fratelli Richard e Robert Sherman, quali "Basta un poco di zucchero", "La tata perfetta", "La cattedrale" e "L'Aquilone". Richard Sherman ha svolto il ruolo di consulente musicale, e Shaiman affermò che "se avesse avuto qualcosa che pensasse avrebbe dovuto essere diverso o cambiato, avrebbe detto così. Ma ecco, non lo era. Adorava quello che stava ascoltando e adora il nuovo film".
La colonna sonora è uscita ufficialmente il 7 dicembre 2018 online, e fisicamente il 14 dello stesso mese, ma già il 26 novembre 2018 due brani, The Place Where Lost Things Go e Trip a Little Light Fantastic, furono pubblicati sul canale YouTube della Walt Disney, e la colonna sonora fu resa disponibile per il pre-order.

### Tracce
1. Il cielo su di noi
2. Overture
3. Dove sei?
4. Che stupendosa idea!
5. Royan Doulton Music Hall
6. Presentazione di Mary Poppins
7. L'abito non fa il monaco
8. Il posto dove si nasconde
9. Sopra-Sotto
10. Puoi illuminare il mondo a festa
11. Il posto dove si nasconde (Reprise)
12. Puoi illuminare il mondo a festa (Reprise)
13. Fin dove potrà portarmi?
14. Il cielo su di noi (Reprise)
15. Il ritorno di Mary Poppins (Strumentale)
16. Un aquilone prende il volo (Strumentale)
17. L'arrivo di Mary Poppins (Strumentale)
18. Documenti magici (strumentale)
19. Banks nella banca (Strumentale)
20. Dentro la tazza Royal Doulton (strumentale)
21. Salvando Georgie (Strumentale)
22. Verso Topsy (Strumentale)
23. L'inseguimento attraverso la banca (Strumentale)
24. Persi nella nebbia (strumentale)
25. Arrivederci vecchio amico (Strumentale)
26. La corsa fino al Big Ben (Strumentale)
27. Suite (Strumentale)

## Promozione
Il teaser trailer del film in lingua originale viene diffuso il 4 marzo 2018, seguito l'8 marzo da quello italiano. Il trailer in lingua originale viene diffuso il 17 settembre seguito il 19 settembre da quello in italiano.

## Distribuzione
La pellicola, inizialmente programmata per il 25 dicembre 2018, è stata distribuita nelle sale cinematografiche statunitensi a partire dal 19 dicembre dello stesso anno, mentre in Italia dal 20 dicembre.

### Edizione home video
Negli Stati Uniti il film viene distribuito dalla Walt Disney Studios Home Entertainment per il download digitale dal 12 marzo 2019 e dal 19 dello stesso mese nei formati DVD, Blu-ray e 4K Ultra HD Blu-ray; in Italia viene distribuito dal 17 aprile 2019 nei formati DVD e Blu-ray dalla Walt Disney Studios Motion Pictures.

## Accoglienza

### Incassi
Il film ha incassato 171,8 milioni di dollari nel Nord America e 177,5 nel resto del mondo, per un totale di 349546142 $.

### Critica
Sull'aggregatore Rotten Tomatoes il film riceve l'80% delle recensioni professionali positive con un voto medio di 7,3 su 10 basato su 381 recensioni, mentre su Metacritic ottiene un punteggio di 66 su 100 basato su 54 recensioni.
Owen Gleiberman di Variety, descrive il film come un "entusiastico pezzo di nostalgia", lodando la performance di Emily Blunt e descrivendo come "praticamente perfetta" la sua scelta come protagonista, lodando anche la regia di Marshall, le scenografie, la colonna sonora, le canzoni e le performance secondarie (soprattutto quelle di Miranda, Whishaw, Firth e Streep). Peter Travers di Rolling Stone ha dato tre stelle su cinque al film, elogiando l'interpretazione della Blunt, dicendo tuttavia che il film non è all'altezza del primo, ma ha comunque il potere di lasciare gli spettatori "deliziosamente felici" dopo averlo visto. Stephanie Zacharek di Time scrive: "Il ritorno di Mary Poppins onora lo spirito del suo predecessore", elogiando la performance della Blunt, più vicina e fedele all'ideologia originale della Travers, e anche i costumi e l'animazione in 2D, ma ha trovato la colonna sonora di Shaiman e Wittman il "punto debole" del film.

## Riconoscimenti
- 2019 - Premio Oscar[51]
  - Candidatura per i migliori costumi a Sandy Powell
  - Candidatura per la miglior colonna sonora a Marc Shaiman
  - Candidatura per la miglior canzone a Scott Wittman e Marc Shaiman (The Place Where Lost Things Go)
  - Candidatura per la miglior scenografia a John Myhre e Gordon Sim
- 2019 - Golden Globe[52]
  - Candidatura per il miglior film commedia o musicale
  - Candidatura per la miglior attrice in un film commedia o musicale a Emily Blunt
  - Candidatura per il miglior attore in un film commedia o musicale a Lin-Manuel Miranda
  - Candidatura per la miglior colonna sonora originale a Marc Shaiman
- 2018 - American Film Institute[53]
  - Migliori dieci film dell'anno
- 2018 - National Board of Review[54]
  - Migliori dieci film dell'anno
- 2019 - Annie Award[55][56]
  - Miglior animazione speciale
  - Miglior animazione dei personaggi in un film live action
  - Candidatura per il miglior design dei personaggi
  - Candidatura per la miglior scenografia
  - Candidatura per il miglior storyboard
- 2019 - Art Directors Guild Award[57]
  - Candidatura per i migliori costumi in un film fantastico
- 2019 - British Academy Film Awards[58][59]
  - Candidatura per la migliore colonna sonora a Marc Shaiman
  - Candidatura per la migliore scenografia a John Myhre e Gordon Sim
  - Candidatura per i migliori costumi a Sandy Powell
- 2019 - Capri Hollywood International Film Festival[60]
  - Migliori costumi a Sandy Powell
- 2019 - Costume Designers Guild Awards[61]
  - Migliori costumi in un film d'epoca a Sandy Powell
- 2019 - Critics' Choice Awards[62]
  - Candidatura per il miglior film
  - Candidatura per la migliore attrice a Emily Blunt
  - Candidatura per la miglior scenografia a John Myhre e Gordon Sim
  - Candidatura per i migliori costumi a Sandy Powell
  - Candidatura per i miglior effetti visivi
  - Candidatura per la miglior attrice in un film commedia a Emily Blunt
  - Candidatura per la miglior canzone (The Place Where Lost Things Go)
  - Candidatura per la miglior canzone (Trip a Little Light Fantastic)
  - Candidatura per la miglior colonna sonora a Marc Shaiman
- 2019 - Humanitas Prize[63]
  - Miglior film per famiglie
- 2019 - Nickelodeon Kids' Choice Awards[64]
  - Candidatura per il film preferito dal pubblico
  - Candidatura per l'attrice cinematografica preferita dal pubblico a Emily Blunt
- 2019 - Satellite Award[65][66]
  - Miglior scenografia a John Myhre
  - Candidatura per il miglior film commedia o musicale
  - Candidatura per il miglior attore in un film commedia o musicale a Lin-Manuel Miranda
  - Candidatura per la migliore attrice in un film commedia o musicale a Emily Blunt
  - Candidatura per la miglior canzone originale a Can You Imagine That?
  - Candidatura per il miglior suono
- 2019 - Screen Actors Guild Award[67]
  - Candidatura per la miglior attrice cinematografica a Emily Blunt
- 2019 - Saturn Award[68][69]
  - Miglior colonna sonora a Marc Shaiman
  - Candidatura per il miglior film fantasy
  - Candidatura per la migliore attrice a Emily Blunt
  - Candidatura per il miglior attore non protagonista a Lin-Manuel Miranda
  - Candidatura per la miglior scenografia a John Myhre
  - Candidatura per i migliori costumi a Sandy Powell
- 2019 - Teen Choice Awards[70]
  - Candidatura per il miglior film fantasy / di fantascienza
  - Candidatura per il miglior attore in un film fantasy / di fantascienza a Lin-Manuel Miranda
  - Candidatura per la migliore attrice in un film fantasy / di fantascienza a Emily Blunt

## Sequel
A maggio 2023, Marshall ha dichiarato che un terzo film è in fase di sviluppo.